# Maximum Bob
Robert Barnum, mer känd under sitt scennamn Maximum Bob, är en amerikansk musiker känd för sitt arbete som sångare och grundare av rockbandet Deli Creeps, samt för sin sång på olika album av avantgarde-gitarristen Buckethead.

## Diskografi
- 1991: Mr. Bungle – Mr. Bungle
- 1991: Deli Creeps – Demo Tape
- 1996: Deli Creeps – Demo Tape
- 2005: Buckethead – Secret Recipe (DVD)
- 2005: Deli Creeps – Dawn of the Deli Creeps
- 2005: Buckethead – Enter the Chicken
- 2006: Buckethead – Young Buckethead Vol. 1 (DVD)
- 2006: Buckethead – Young Buckethead Vol. 2 (DVD)
- 2008: Praxis – Profanation (Preparation for a Coming Darkness)